# Acacia parvipinnula
Acacia parvipinnula är en ärtväxtart som beskrevs av Mary Douglas Tindale. Acacia parvipinnula ingår i släktet akacior, och familjen ärtväxter. Inga underarter finns listade i Catalogue of Life.